# Freestyle skiløb under vinter-OL 2018 – Skicross – Herrer
Skicross for herrer ved vinter-OL 2018 blev afholdt i Bokwang Phoenix Park i Pyeongchang, Sydkorea. Konkurrencen blev afholdt den 21. februar 2018.

## Resultater

### Seeding
Seedingrunden blev holdt 11:30.
| Placering | Startnummer | Navn                  | Nation                        | Tid     | Difference |
| --------- | ----------- | --------------------- | ----------------------------- | ------- | ---------- |
| 1         | 9           | Alex Fiva             | Schweiz                       | 1:08.74 | −          |
| 2         | 10          | Sergey Ridzik         | Olympiske atleter fra Rusland | 1:09.21 | +0.47      |
| 3         | 16          | Kevin Drury           | Canada                        | 1:09.41 | +0.67      |
| 4         | 2           | Armin Niederer        | Schweiz                       | 1:09.46 | +0.72      |
| 5         | 14          | Filip Flisar          | Slovenien                     | 1:09.65 | +0.91      |
| 6         | 8           | Christoph Wahrstötter | Østrig                        | 1:09.79 | +1.05      |
| 7         | 15          | Jean-Frédéric Chapuis | Frankrig                      | 1:09.84 | +1.10      |
| 8         | 6           | Brady Leman           | Canada                        | 1:09.94 | +1.20      |
| 9         | 11          | Marc Bischofberger    | Schweiz                       | 1:09.99 | +1.25      |
| 10        | 7           | Paul Eckert           | Tyskland                      | 1:10.06 | +1.32      |
| 11        | 28          | Robert Winkler        | Østrig                        | 1:10.09 | +1.35      |
| 12        | 29          | Stefan Thanei         | Italien                       | 1:10.10 | +1.36      |
| 13        | 19          | Jonas Lenherr         | Schweiz                       | 1:10.12 | +1.38      |
| 14        | 1           | Arnaud Bovolenta      | Frankrig                      | 1:10.12 | +1.38      |
| 15        | 26          | Siegmar Klotz         | Italien                       | 1:10.15 | +1.41      |
| 16        | 20          | Adam Kappacher        | Østrig                        | 1:10.17 | +1.43      |
| 17        | 24          | Igor Omelin           | Olympiske atleter fra Rusland | 1:10.24 | +1.50      |
| 18        | 13          | François Place        | Frankrig                      | 1:10.26 | +1.52      |
| 19        | 3           | Victor Öhling Norberg | Sverige                       | 1:10.26 | +1.52      |
| 20        | 17          | Tim Hronek            | Tyskland                      | 1:10.27 | +1.53      |
| 21        | 27          | Florian Wilmsmann     | Tyskland                      | 1:10.33 | +1.59      |
| 22        | 23          | Erik Mobärg           | Sverige                       | 1:10.36 | +1.62      |
| 23        | 25          | Egor Korotkov         | Olympiske atleter fra Rusland | 1:10.39 | +1.65      |
| 24        | 4           | Terence Tchiknavorian | Frankrig                      | 1:10.41 | +1.67      |
| 25        | 21          | Jamie Prebble         | New Zealand                   | 1:10.48 | +1.74      |
| 26        | 22          | David Duncan          | Canada                        | 1:10.51 | +1.77      |
| 27        | 30          | Semen Denshchikov     | Olympiske atleter fra Rusland | 1:10.86 | +2.12      |
| 28        | 12          | Thomas Zangerl        | Østrig                        | 1:10.96 | +2.22      |
| 29        | 5           | Viktor Andersson      | Sverige                       | 1:11.20 | +2.46      |
| 30        | 31          | Anton Grimus          | Australien                    | 1:40.80 | +32.06     |
| 31        | 18          | Christopher Del Bosco | Canada                        | 1:48.25 | +39.51     |

### Eliminationsrunde
Der blev afholdt en knockout-fase for at bestemme vinderen.

#### 1/8 finaler
| Placering | Startnummer | Navn           | Nation                        | Noter |
| --------- | ----------- | -------------- | ----------------------------- | ----- |
| 1         | 1           | Alex Fiva      | Schweiz                       | Q     |
| 2         | 16          | Adam Kappacher | Østrig                        | Q     |
| 3         | 17          | Igor Omelin    | Olympiske atleter fra Rusland |       |

| Placering | Startnummer | Navn                  | Nation      | Noter |
| --------- | ----------- | --------------------- | ----------- | ----- |
| 1         | 9           | Marc Bischofberger    | Schweiz     | Q     |
| 2         | 8           | Brady Leman           | Canada      | Q     |
| 3         | 25          | Jamie Prebble         | New Zealand |       |
|           | 24          | Terence Tchiknavorian | Frankrig    | DNF   |

| Placering | Startnummer | Navn              | Nation    | Noter |
| --------- | ----------- | ----------------- | --------- | ----- |
| 1         | 5           | Filip Flisar      | Slovenien | Q     |
| 2         | 28          | Thomas Zangerl    | Østrig    | Q     |
| 3         | 12          | Stefan Thanei     | Italien   |       |
| 4         | 21          | Florian Wilmsmann | Tyskland  |       |

| Placering | Startnummer | Navn             | Nation   | Noter |
| --------- | ----------- | ---------------- | -------- | ----- |
| 1         | 4           | Armin Niederer   | Schweiz  | Q     |
| 2         | 13          | Jonas Lenherr    | Schweiz  | Q     |
| 3         | 20          | Tim Hronek       | Tyskland |       |
| 4         | 29          | Viktor Andersson | Sverige  |       |

| Placering | Startnummer | Navn                  | Nation     | Noter |
| --------- | ----------- | --------------------- | ---------- | ----- |
| 1         | 3           | Kevin Drury           | Canada     | Q     |
| 2         | 14          | Arnaud Bovolenta      | Frankrig   | Q     |
| 3         | 19          | Victor Öhling Norberg | Sverige    |       |
| 4         | 30          | Anton Grimus          | Australien |       |

| Placering | Startnummer | Navn                  | Nation                        | Noter |
| --------- | ----------- | --------------------- | ----------------------------- | ----- |
| 1         | 11          | Robert Winkler        | Østrig                        | Q     |
| 2         | 27          | Semen Denshchikov     | Olympiske atleter fra Rusland | Q     |
|           | 6           | Christoph Wahrstötter | Østrig                        | DNF   |
|           | 22          | Erik Mobärg           | Sverige                       | DNF   |

| Placering | Startnummer | Navn                  | Nation                        | Noter |
| --------- | ----------- | --------------------- | ----------------------------- | ----- |
| 1         | 26          | David Duncan          | Canada                        | Q     |
| 2         | 7           | Jean-Frédéric Chapuis | Frankrig                      | Q     |
| 3         | 10          | Paul Eckert           | Tyskland                      |       |
| 4         | 23          | Egor Korotkov         | Olympiske atleter fra Rusland |       |

| Placering | Startnummer | Navn                  | Nation                        | Noter |
| --------- | ----------- | --------------------- | ----------------------------- | ----- |
| 1         | 18          | François Place        | Frankrig                      | Q     |
| 2         | 2           | Sergey Ridzik         | Olympiske atleter fra Rusland | Q     |
| 3         | 15          | Siegmar Klotz         | Italien                       |       |
|           | 31          | Christopher Del Bosco | Canada                        | DNF   |

#### Kvartfinaler
| Placering | Startnummer | Navn               | Nation  | Noter |
| --------- | ----------- | ------------------ | ------- | ----- |
| 1         | 8           | Brady Leman        | Canada  | Q     |
| 2         | 9           | Marc Bischofberger | Schweiz | Q     |
|           | 1           | Alex Fiva          | Schweiz | DNF   |
|           | 16          | Adam Kappacher     | Østrig  | DNF   |

| Placering | Startnummer | Navn           | Nation    | Noter |
| --------- | ----------- | -------------- | --------- | ----- |
| 1         | 4           | Armin Niederer | Schweiz   | Q     |
| 2         | 5           | Filip Flisar   | Slovenien | Q     |
| 3         | 28          | Thomas Zangerl | Østrig    |       |
| 4         | 13          | Jonas Lenherr  | Schweiz   |       |

| Placering | Startnummer | Navn              | Nation                        | Noter |
| --------- | ----------- | ----------------- | ----------------------------- | ----- |
| 1         | 3           | Kevin Drury       | Canada                        | Q     |
| 2         | 14          | Arnaud Bovolenta  | Frankrig                      | Q     |
| 3         | 27          | Semen Denshchikov | Olympiske atleter fra Rusland |       |
|           | 11          | Robert Winkler    | Østrig                        | DNF   |

| Placering | Startnummer | Navn                  | Nation                        | Noter |
| --------- | ----------- | --------------------- | ----------------------------- | ----- |
| 1         | 2           | Sergey Ridzik         | Olympiske atleter fra Rusland | Q     |
| 2         | 26          | David Duncan          | Canada                        | Q     |
| 3         | 18          | François Place        | Frankrig                      |       |
| 4         | 7           | Jean-Frédéric Chapuis | Frankrig                      |       |

#### Semifinaler
| Placering | Startnummer | Navn               | Nation    | Noter |
| --------- | ----------- | ------------------ | --------- | ----- |
| 1         | 8           | Brady Leman        | Canada    | BF    |
| 2         | 9           | Marc Bischofberger | Schweiz   | BF    |
| 3         | 4           | Armin Niederer     | Schweiz   | SF    |
| 4         | 5           | Filip Flisar       | Slovenien | SF    |

| Placering | Startnummer | Navn             | Nation                        | Noter |
| --------- | ----------- | ---------------- | ----------------------------- | ----- |
| 1         | 3           | Kevin Drury      | Canada                        | BF    |
| 2         | 2           | Sergey Ridzik    | Olympiske atleter fra Rusland | BF    |
| 3         | 14          | Arnaud Bovolenta | Frankrig                      | SF    |
| 4         | 26          | David Duncan     | Canada                        | SF    |

#### Finaler
Lille finale
| Placering | Startnummer | Navn             | Nation    | Noter |
| --------- | ----------- | ---------------- | --------- | ----- |
| 5         | 4           | Armin Niederer   | Schweiz   |       |
| 6         | 14          | Arnaud Bovolenta | Frankrig  |       |
| 7         | 5           | Filip Flisar     | Slovenien |       |
| 8         | 26          | David Duncan     | Canada    |       |

Store finale
| Placering | Startnummer | Navn               | Nation                        | Noter |
| --------- | ----------- | ------------------ | ----------------------------- | ----- |
| 1         | 8           | Brady Leman        | Canada                        |       |
| 2         | 9           | Marc Bischofberger | Schweiz                       |       |
| 3         | 2           | Sergey Ridzik      | Olympiske atleter fra Rusland |       |
| 4         | 3           | Kevin Drury        | Canada                        | DNF   |